# Il curioso indiscreto
Il curioso indiscreto (El curioso indiscreto) es un drama jocoso con música de Pasquale Anfossi y libreto en italiano de Giovanni Bertati, el cual usó como fuente literaria El Quijote de Miguel de Cervantes. Se estrenó durante el carnaval de 1777 en el Teatro delle Dame de Roma. 